# Alan Ruiz
Alan Nahuel Ruiz (La Plata, 19 agosto 1993) è un calciatore argentino, centrocampista dell'Estrela Amadora.

## Carriera

### Club
Dopo aver militato per tre anni nelle giovanili del Gimnasia La Plata, ha esordito nel 2011 in prima squadra.

### Nazionale
Nel 2011 viene convocato nell'Under-20 per prendere parte al campionato mondiale di calcio Under-20.

## Palmarès
- Campionato Pernambucano: 1

Sport Recife: 2024